# Nipponidion yaeyamense
Nipponidion yaeyamense là một loài nhện trong họ Theridiidae.
Loài này thuộc chi Nipponidion. Nipponidion yaeyamense được Hajime Yoshida miêu tả năm 1993.